# 2001 у літературі

## Твори
- Ловець снів (англ. Dreamcatcher) — фантастичний роман Стівена Кінга.
- Коханець смерті — роман Бориса Акуніна із серії «Пригоди Ераста Фандоріна».
- Коханка смерті — роман Бориса Акуніна із серії «Пригоди Ераста Фандоріна».
- Точка обману (англ. Deception Point) — гостросюжетний роман американського письменника Дена Брауна.
- Задуха — роман Чака Паланіка (вийшов 22 травня).
- Halo: The Fall of Reach, (укр. Halo: Падіння Засягу) — роман Еріка Ніланда, приквел до культової відеогри Halo: Combat Evolved (вийшов 30 жовтня).

## Померли
- 5 січня — Вацлав Іванюк, польський поет, перекладач, літературний критик, есеїст.
- 25 січня — Кожинов Вадим Валеріанович, радянський російський критик, літературознавець, філософ, публіцист (народився в 1930).
- 12 березня — Роберт Ладлем, американський письменник, автор багатьох бестселерів, актор і продюсер (народився в 1927).
- 11 травня — Дуглас Адамс, англійський письменник, автор «Автостопом по Галактиці» (народився в 1952).
- 27 червня — Туве Янссон, фінська письменниця (писала шведською), автор відомого циклу казок про мумі-тролів (народилася в 1914).
- 31 липня — Пол Андерсон, американський письменник, автор фентезі та наукової фантастики (народився в 1926).
- 6 серпня — Жоржі Амаду, бразильський письменник, громадський і політичний діяч (народився в 1912).
- 10 листопада — Кен Кізі, американський письменник (народився в 1935).
- 29 листопада — Астаф'єв Віктор Петрович, радянський російський письменник (народився в 1924).
- 17 грудня — Олександр Мойсейович Володін, російський драматург, сценарист та поет (народився в 1919).